# Gruppo del Carega
Il gruppo del Carega (detto anche dorsale del Carega) è un massiccio delle Piccole Dolomiti, nelle Prealpi venete, ai confini fra la provincia di Vicenza, la provincia di Verona e la provincia di Trento che si estende dal passo delle Tre Croci (o della Lora) fino al passo di Campogrosso.
La massima altitudine è la cima Carega (2259 m). Il massiccio si trova interamente in provincia di Trento e poco sotto la cima sorge il rifugio Mario Fraccaroli.

## Posizione
Al di là dell'altipiano lessinico, a nord-est della profonda depressione della val di Ronchi, si staglia l'ampio acrocoro calcareo del Carega.
Esso è limitato a nord-ovest dal monte Zugna, a nord-est dal passo di Campogrosso (che lo separa dalla catena del Sengio Alto), ad est dalla conca di Recoaro (conca di Smeraldo), a sud dalla valle di Revolto e dal passo Pertica, e a sud-ovest dalla val di Ronchi.

## Conformazione
Il massiccio è caratterizzato da versanti scoscesi, in particolare quello meridionale e nord-orientale, che offrono vie d'accesso alla parte superiore del monte molto interessanti dal punto di vista alpinistico e paesaggistico. I cosiddetti vaj sono profonde e ripide gole di carattere dolomitico, scavate nel corso dei millenni nella dolomia dall'azione erosiva di acqua, vento ed altri agenti atmosferici.
La parte superiore presenta sia aspetti dolomitici e pareti molto ripide (come nella Costa Media), ma anche le caratteristiche più proprie dell'alpe, con ampi e ondeggianti valloni prativi.

### Rilievi principali
Scorrendo il gruppo da nord-ovest a sud-est emergono diversi sottogruppi che fanno capo ai nodi orografici. L'orografia della zona rimane complessa ma si possono distinguere:
Massiccio del Coni-Zugna
- Zugna Torta (1258 m)
- Monte Zugna (1857 m)
- Coni Zugna (1772 m)
- Cima Selvata (1708 m)

Massiccio del Cherle
- Pala dei Tre Compagni (1702 m)
- Guglia Due Amici (1798 m)
- Cima Levante (2020 m)
- Cima della Neve (2157 m)
- Cima Posta (2215 m)
- Cima del Cherlòng (2210 m)
- Castello del Cherle (2102 m)

Nodo Centrale
- Cima Carega (2259 m)
- Cima Posta (2215 m)
- Cima Mosca (2141 m)
- Il Molare (2180 m)
- Punta di Mezzodì (1858 m)
- Torre Giordani (1950 m)
- Cima Madonnina (2140 m)
- Cima Tibet (2098 m)
- Punta Lessinia (1900 m)
- Cengia di Pertica (1743 m)

Il Fumante
- Monte Obante (2067 m)
- Punta Lovaraste (1939 m)
- Cima principale (1983 m)
- Cresta Alta (1930 m)
- Punta Sibele (1870 m)
- Guglia GEI (1830 m)
- Guglia Berti (1925 m)

Catena delle Tre Croci
- Monte Plische (1991 m)
- Cima Tre Croci (1939 m)
- Monte Zevola (1976 m)
- Monte Gramolon (1814 m)
- La Bella Lasta (1682 m)
- Cima di Lobbia (1676 m)
- Cima del Mesole (1672 m)
- Cima Marana (1554 m)

### Vie di accesso

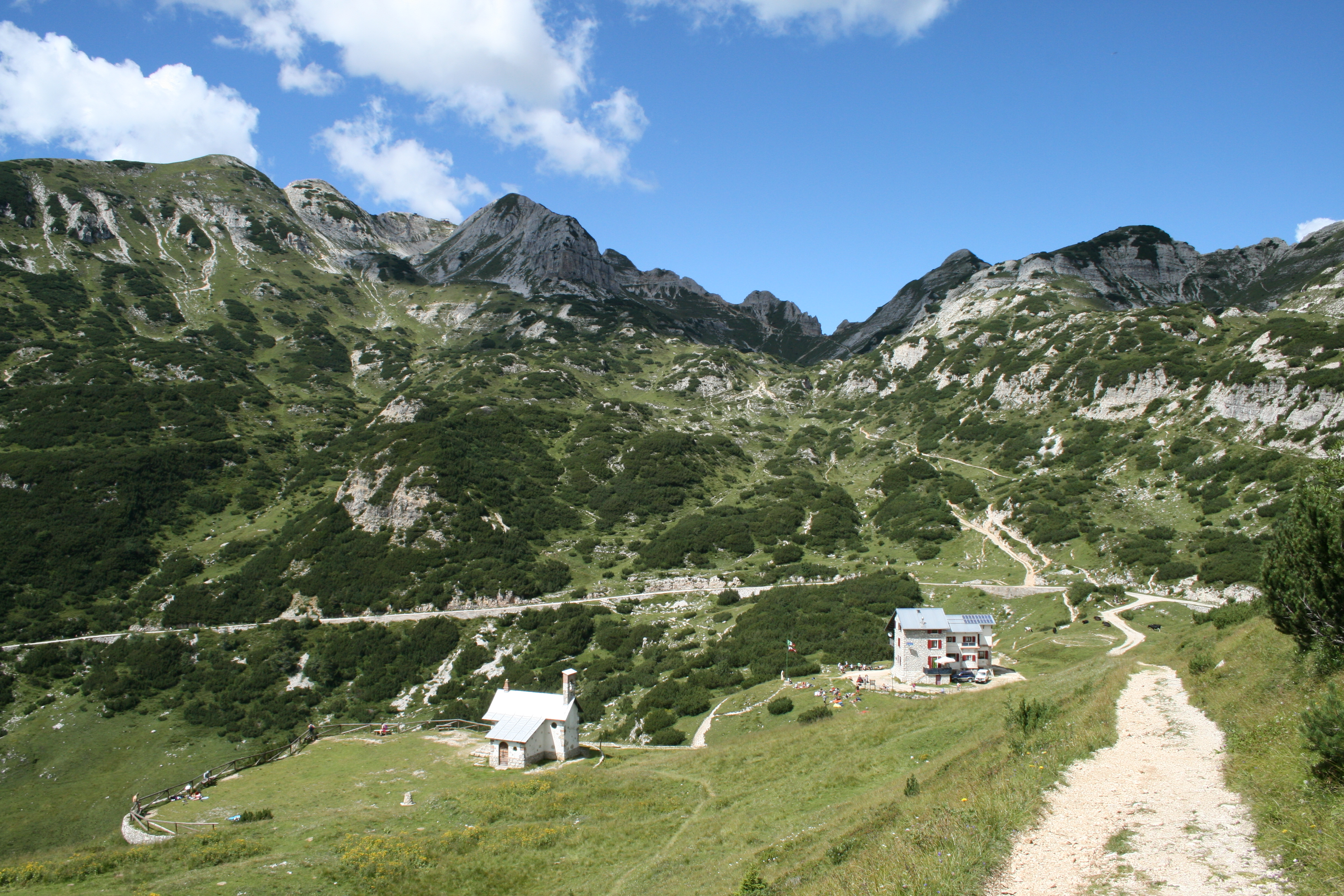
Il rifugio Scalorbi al passo Pelagatta

La principale via d'accesso, l'unica carrozzabile, è quella dalla val d'Illasi (provincia di Verona), chiusa tuttavia al traffico veicolare con esclusione dei gestori e degli autorizzati. Si può così raggiungere piuttosto comodamente, su una strada sterrata, il rifugio Scalorbi (1767 m), presso il passo Pelagatta che offre un'eccezionale veduta sulla valle dell'Agno e sulla pianura.
Da qui una vecchia mulattiera di guerra conduce alla cima Carega e al rifugio Fraccaroli.
Altre interessanti vie d'ingresso sono la risalita del passo della Lora e del sentiero de l'Omo e la Dona dal versante meridionale oppure il più impegnativo Vaio Pelagatta; dal versante orientale sono molto interessanti e impegnativi il vaio dei Colori e il vaio dei Camosci, il vallone di Pissavacca, mentre di maggior facilità è il classico Boale dei Fondi.
Molto interessante è la salita (ma anche la discesa) attraverso la roccaforte meridionale del monte Obante, nota come “guglie del Fumante” per lo spiccato carattere dolomitico. Da qui è possibile scendere al passo di Campogrosso attraverso il Giaron della Scala o il Prà degli Angeli.

## Escursionismo
Il massiccio, molto esteso, è percorso da una fitta rete di sentieri e da alcune vie ferrate, divenute piuttosto celebri. Alcuni di questi sono:
- Cima Carega:
  - Via normale: parte dal Rifugio Revolto (1336 m) e passa per il Rifugio Scalorbi (1767 m), svolgendosi sempre attraverso una mulattiera. Presso la vetta sorge il Rifugio Fraccaroli (2239 m).
  - Ferrata Campalani: percorso EEA alternativo alla via normale che sale attraverso la breve parete rocciosa dell'avancorpo piramidale ben in vista dal Rifugio Scalorbi. Il percorso è breve ma ripido, rifatto nel 2018, attrezzato con funi metalliche.
  - Sentiero delle Creste: esso devia dalla mulattiera della via normale appena dopo il Rifugio Passo Pertica e segui il lungo crinale di modeste elevazioni fino alla Selletta (2109 m) e quindi al Rifugio Fraccaroli, EE.
  - Sentiero Pojesi: si tratta di un sentiero attrezzato che dal Rifugio Passo Pertica sale lungo il versante ovest del massiccio, lungo e faticoso. Bisogna informarsi delle sue condizioni di percorribilità. EEA.
  - Vajo dei Colori: si tratta del più lungo e famoso dei canaloni del Carega, un tempo segnalato ed attrezzato ed ora completamente alpinistico, sale dalla Strada delle Siebe direttamente sotto il Rifugio Fraccaroli. 700 m; A.
  - Boale dei Fondi: costituisce l'accesso consueto dal Passo di Campogrosso e dal Rifugio Giuriolo. E.
  - Vallone di Pissavacca: ripidissimo sentiero sul versante nord, che parte dalla Strada provinciale 89 Sinistra Leno. EE.
  - Ferrata Biasin: breve sentiero ferrato molto impegnativo che percorre la breve ma difficile parete appena sopra il Rifugio Cengia di Pertica. Può essere sia collegato al sentiero delle creste che essere meta a sé stante.
- Cima Posta: la seconda elevazione del massiccio (2210 m).
  - Via normale: sentiero segnalato che sale in breve dal Rifugio Fraccaroli.
  - Sentiero 108: lunghissimo sentiero che sale direttamente da Rovereto, da località Ponzolotti.
  - Vallon dei Cavai: sentiero che si diparte dalla Strada delle Siebe e che sale l'ameno vallone fino al rifugio Fraccaroli. EE.
- Monte Obante:
  - Sentiero delle creste: sentiero alpinistico che staccandosi dal Giaron de la Scala sale alla Punta Lovaraste e da qui percorre tutta la cresta del Monte Obante con difficoltà alpinistiche e si congiunge al sentiero del Boale dei Fondi alla Bocchetta dei Fondi.
  - Ferrata Vajo Scuro: itinerario attrezzato impegnativo che percorre il fianco est del Massiccio del Fumante e che permette, con il sentiero delle creste, di compiere un lungo e spettacolare anello alpinistico. EEA.
  - Sentiero 114 del Vajo Pelagatta: è l'accesso consueto da Rifugio Cesare Battisti al Carega.
- Monte Gramolon: Montagna che è sita al centro della catena meridionale, la Catena Tre Croci, sopra il Rifugio Bertagnoli in Valle del Chiampo ed è la meta più frequentata da quest'ultimo.
  - Via normale: sentiero che si snoda attraverso un'amena valle fino al Passo Ristele e da qui in vetta per pascoli.
  - Ferrata Angelo Viali: ferrata impegnativa e di recente ricostruzione che si snoda attraverso un erto canalone del fianco sud. Al termine è possibile prendere un ripido sentiero o la Ferrata Ferrari che con un'ultima parete rocciosa porta in vetta[3].

## Alpinismo

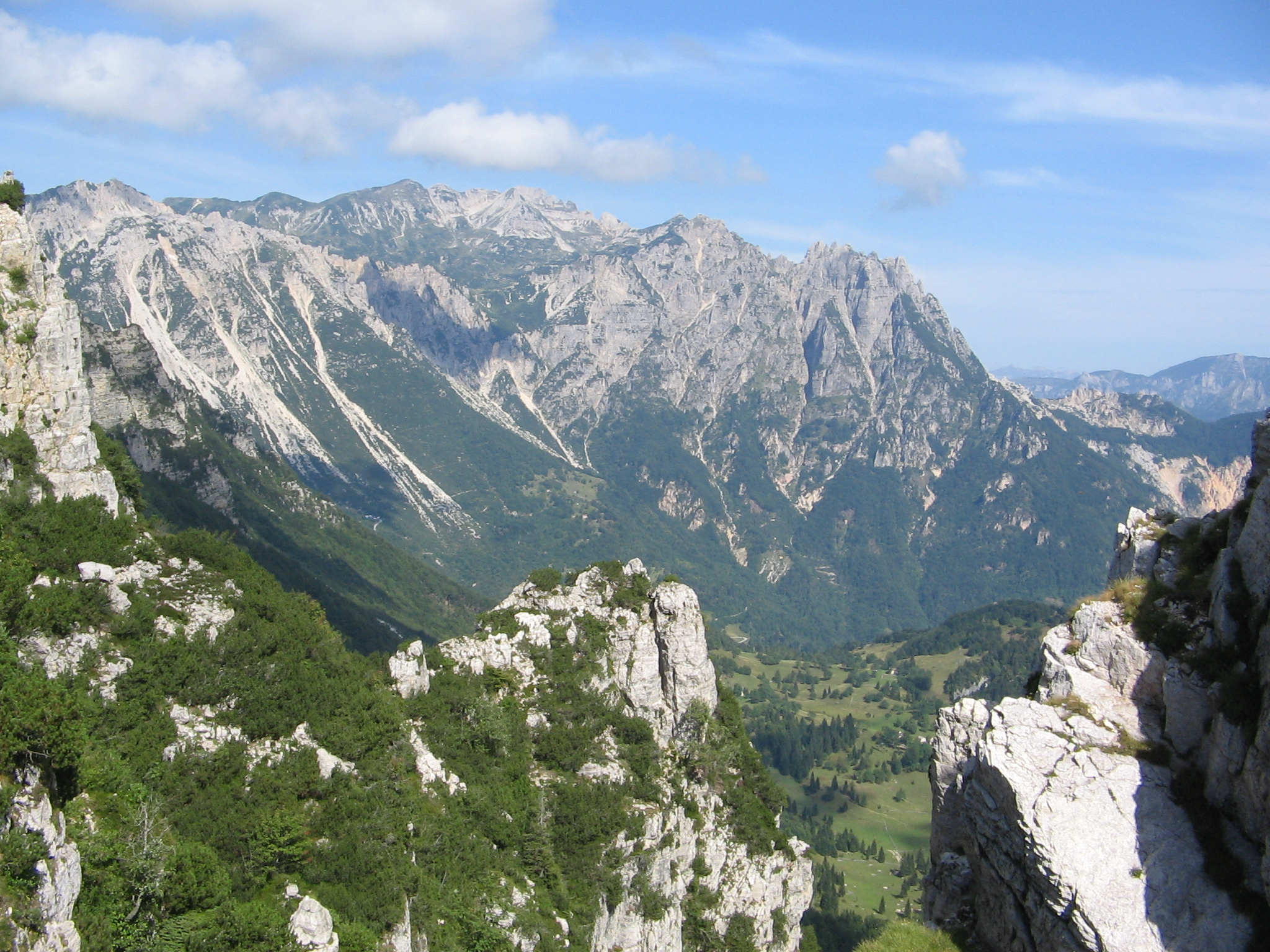
Carega e Fumante (sulla destra)

Il massiccio del Carega è stato assiduamente frequentato dagli alpinisti nell'arco di un intero secolo e lungo le sue creste ha visto pure l'evoluzione dei sanguinosi eventi della Prima Guerra Mondiale. L'attenzione degli scalatori si è rivolta in particolare al fianco orientale del massiccio, dove sono presenti le formazioni rocciose più caratteristiche. Tra le due guerre mondiali le crode videro all'opera personaggi come Francesco Meneghello, Severino Casara, Gino Soldà, Umberto Conforto, Raffaele Carlesso e Giuseppe "Pino" Fox. Successivamente elementi locali, come i fratelli Cavion, Bepi Magrin e Franco Perlotto tracciarono itinerari di notevole impegno lungo le pareti delle guglie. Oggigiorno gli itinerari si sono moltiplicati vedendo anche un'esplosione dell'alpinismo invernale lungo i grandi vaji del versante orientale che offrono percorsi di ogni genere di difficoltà.
Alcuni degli itinerari più famosi del Carega sono (le difficoltà sono in scala UIAA sia in libera che in artificiale; per i percorsi invernali A= Alpinistico, con attrezzatura da ghiaccio):

### Gruppo del Fumante
- Guglia GEI: la prima guglia che si incontra nel grande circo franoso del Piazzale SUCAI
  - Via diretta Menato-Pamato: aperta nel  1932, è la via più famosa di tutto il fumante, sovente ripetuta e di media difficoltà. 150 m; III+ e V/A0.
  - Via Renata: si snoda a sinistra della diretta e ne costituisce l'alternativa più difficile. 150 m; VI.
  - Via Amarcord: combinazione di itinerari classici sul versante est della guglia, la Biasin-Carlotto e la Sandri-Savi. 150 m; VI+.
- Guglia Negrin: la seconda del piazzale SUCAI
  - Via Soldà: restaurata recentemente, permette di vincere la verticalissima parete est della guglia. Alla fine variante più facile che evita il tiro chiave originale. Fratelli G. e I. Soldà nel 1935. 150 m; V e VI+ (o III+ nella variante).
- Dito di Dio: ardita guglia che si rigonfia nella parte alta sfidando la gravità. Malgrado il suo aspetto attraente oggi è soggetta ad alcuni smottamenti.
  - Via Soldà: aperta nel 1935 da G. e I. Soldà con L. Dal Lago, si tratta della più impegnativa delle due vie aperte sulla guglia dalla guida di Valdagno, recentemente restaurata. Essa è però soggetta ad alcuni smottamenti. 150 m, VI/A0.
  - Via SuperBor: via sportiva molto impegnativa che vince il lato più strapiombante della torre. 150 m; VIII+ e A0; VII obbl.
- Punta Sibele: si tratta della grande parete nel fondo del circo del piazzale SUCAI.
  - Via Soldà-Carlesso: aperta nel 1933 da due fuori classe, G. Soldà e R. Carlesso con M. L. Orsini, via molto impegnativa e restaurata recentemente, sale per fessure e diedri il cuore della parete per vincere poi la più marcata fessura al centro della stessa. 300 m; VI+.
  - Via Area: via sportiva rinomata che vince il grande arco al centro della parete e che presenta difficoltà sostenute incrociando la Soldà-Carlesso a metà e proseguendo alla sua destra. 300 m; VII+ o VI+/A0 obbl.
- Porta dell'Inferno: gola verticale divisa in due da un grosso pilastro strapiombante, tra la Punta Sibele e il Soglio dell'Inferno, presenta due itinerari estremi ormai abbandonati.
  - Camino dell'Inferno: aperto nel 1953 da M. Boschetti e F. Zaltron, segue la fenditura di sinistra con un itinerario sempre difficile e strapiombante. 200 m; VI+ e A3.
  - Via delle Fessure: percorsa a più riprese, la prima scalata completa è di N. Savi e E. Zanuso nel 1934, segue la fessura di destra. 200 m; VI.
- Soglio dell'inferno: trattasi della poderosa parete triangolare accanto alla Sibele.
  - Via Sandri e Variante 94: itinerario che riprende in parte una vecchia via di Bortolo Sandri (sfortunato alpinista compagni di Carlesso e deceduto sulla nord dell'Eiger). 250 m; VII, VI+ obbl.
  - Via Lucifera: via alpinistico-sportiva che vince il lato sinistro della parete. 250 m; VI+/A0 o VIII.
- Soglio Sandri e Menti: cima triangolare all'estrema sinistra del Piazzale SUCAI, dedicata ai due alpinisti morti nel 1938 sulla Nord dell'Eiger.
  - Spigolo Boschetti-Ceron: breve via classica del 1953 su roccia solida. 100 m; IV+/A0 o VI+.
  - Via Antonella: arrampicata di media difficoltà su roccia solida al centro della parete.120 m; V.
  - Via Spit: stesse caratteristiche della precedente ma un poco più impegnativa. 130 m; V+.
- Torrione Recoaro: poderoso torrione sul lato est del Fumante, bene in vista dal Rifugio Battisti
  - Spigolo: classica restaurata del gruppo, molto impegnativa e che vince direttamente il grande spigolo della torre. 200 m; VI+.
- Lontelovere: tozza parete levigata e di roccia friabile sita sotto il Torrione Recoaro, su cui sono presenti itinerari molto impegnativi.
  - Via Manitou: itinerario moderno molto impegnativo e aperto con mezzi tradizionali. 250 m; VII+, VI+ obbl.
  - Via Peace and Love: via sportiva di alte difficoltà che si sviluppa al centro della muraglia. 250 m; IX-, VII+ obbl.
  - Via Soldà: al tempo dell'apertura, 1933, una delle vie più ardue del Carega. Itinerario storico dei fratelli G. e I. Soldà che segue fessure logiche che tagliano la liscia lavagna del Lontelovere, oggi poco ripetuta. 250 m; VI.
  - Via Mascella-Lucato: aperta nel 1977, segue una stretta fessura che taglia la triangolare parete rivolta verso il Rifugio Battisti. 200 m; VI e A1.
- Guglia Schio: acuminata torre che sorge alle spalle della Guglia Gei verso il Giaron de la Scala.
  - Via senza nome: breve itinerario di media difficoltà saltuariamente ripreso. 120 m; IV.
- Cresta Alta: la punta estrema che si erge sopra il Piazzale SUCAI 
  - Via Edelweiss Express: via sportiva breve ma di alta difficoltà. 120 m; VIII+ o VI+/A0.
  - Via del pilastro staccato: breve via sportiva che può essere il coronamento della cavalcata delle guglie del Fumante. 100 m; VI+.
- Guglia Berti: dedicata ad Antonio Berti, primo salitore della est del Baffelàn, è la più slanciata ed appariscente e sorge a nord del Giaròn de la Scala.
  - Via Soldà: la via segue il poco marcato ma verticale spigolo nord-est, aperta dai fratelli G. e I. Soldà e C. Pizzati nel 1934 con 3 chiodi. 200 m; ca. IV+.
  - Via Mascella-Dal Cengio: itinerario ardito che solca le fessure della parete nord per roccia in parte friabile e difficoltà sostenute. 300 m; V+ e A1.
  - Spigolo nord: itinerario del 1974 di Daniele-Scorzato che segue l'articolata cresta protesa a nord con roccia in parte friabile. 300 m; V+.
  - Via Casara-Cabianca-Bonazzi-Priarolo: via che vince la parete nord della guglia per roccia friabile. 200 m; III.
- Guglia Cesareo: piccola ed ardita guglia alla sommità del Giaron de la Scala con alcuni itinerari interessanti.
  - Via Faccio-Casara-Cogo-Rizzi: via friabile lungo la stretta parete nord, aperta nel 1938. 130 m; IV.
  - Spigolo nord: una delle difficili vie di Gino Soldà, aperta nel 1959 con G. Tosi lungo l'affilato spigolo nord. 180 m; VI.
  - Via Sezione San Bonifacio: via moderna di A. Castagna parallela alla via Soldà e che in parte ne ricalca il percorso nella parte inferiore. 180 m; V e VI.
- Crestone dei Sassi e Sasso delle Frane: tozza formazione accanto alla Guglia Berti ed a valle della Cesareo.
  - Via dei Sassi: moderna realizzazione su roccia solida e medie difficoltà. 130 m; IV+.
  - Via d'altri tempi: logica prosecuzione della precedente fino alla vetta del Sasso delle Frane. 150 m; IV+.

### Catena delle Tre Croci[6]
- Monte Plische: la più settentrionale ed alta vetta della catena, appena a sud del Rifugio Scalorbi. Sulla sua pala rocciosa settentrionale è sita una piccola falesia.
  - Via Hale Bopp: aperta da Lucchi-Oliboni, si tratta di una via moderna alpinistica alla Punta Decisione, lo sperone più piccolo e a destra sopra lo Scalorbi. 120 m; VI+.
  - Via Piccola Pera: di Lucchi ed Oliboni, mira allo sperone più marcato sotto la cima. 160 m; VI e A2.
- Monte Zevola: la vetta principale e più massiccia della catena.
  - Vajo bianco o Battisti: è il marcato canalone che nel versante nord-est piega poi a destra in alto, famoso e frequentato con neve. A.
  - Vajo dell'acqua: è il più marcato dei canaloni del Monte Zevola, altra meta invernale frequentata. A.
  - Vajo Fratta Grande: chiude a sinistra il piramidale versante nord-est del Monte Zevola e termina in un intaglio della cresta. A
  - Vajo Fratta Piccola: il gemello del precedente e sale più incassato sulla sinistra. A
  - Vajo Ristele: Sale dal versante del Rifugio Battisti all'intaglio con l'estrema punta a sud-est del Monte Zevola. A.
  - Molti altri canali poi si dipartono come diramazioni di quelli citati e sono percorribili di inverno con difficoltà differenti.
- Sasso delle Molesse: grande pala rocciosa che sorge a sud del Vajo Pelagatta e che si addossa la Monte zevola.
  - Via Sandri-Fornasa: itinerario aperto nel 1934 e che mostra tutta la bravura dei suoi primi salitori, snodandosi sul lato sinistro della parete est. 250 m; VI.
  - Via Zanrosso-Tommasi: aperta nel 1973, segue le fessure sulla destra della parete est. 250 m; da III a VI.
  - Spigolo est: C. Baldi e E. Ravelli nel 1934. 200 m; IV.
  - Via del diedro: O. Menato e G. Zanusso nel 1934, segue il diedro della parete sud-est, a sinistra della via Sandri. 200 m; IV.
- Cima Tre Croci: la prominenza settentrionale del Monte Zevola.
  - Via Tognolo-Cortina-Bernardi: itinerario impegnativo e di roccia friabile che sale al centro la grande pala rocciosa protesa a nord-est verso il Rifugio Battisti. 350 m; IV, V.
  - Via Soldà-Caliari: primo itinerario che vinse la pala rocciosa che la cima rivolge al Rifugio Battisti, salendo lungo lo spigolo. Roccia friabile. 250 m; IV.
  - Vajo nord: il canalone che chiude a settentrione la parete del Monte Zevola-Tre Croci. A.
- Monte Gramolòn: massiccia cima che sorge nel sud della catena, sopra il Rifugio Bertagnoli.
  - Vajo sud: itinerario alpinistico attrezzato da E. Cipriani e R. Zola attraverso il canalone sud dell'avancorpo. 300 m; IV+.
  - Torre del Sentiero: breve via attrezzata da E. Cipriani e G. Sestilli sulla guglia incombente sul sentiero del Passo Ristele. 80 m; III e V/A0.
  - Punta Emanuela: dirimpettaia della Torre del Sentiero, Cipriani-Nicoletti-Piovan. 50 m; V/A0.
  - Via Vale 46: sale una leggera incavatura vicino alla ferrata A. Viali, Cipriani-Miglioranzi-Speri. 180 m; V+.
  - Cresta della Quinta Occidentale: Cipriani-Piovan-Stestilli. 100 m; IV+.
  - Colatoio sud-ovest: Cipriani-Piovan-Felisi. 180 m; V.
  - Pilastro Milani: il più poderoso pilastro dell'avancorpo, segnato da profonde scanalature. Cipriani-Piovan. 100 m; V+.
  - Vajo di Giano: ultimo colatoio dell'avancorpo del Gramolòn, Cipriani-Piovan. 300 m; III e V/A0.
  - Vajo dentro e fora: percorso alpinistico invernale con tratti di misto di III. A.
- Monte Laghetto: pala rocciosa e boscosa sita ad ovest del Gramolòn in Alta valle del Chiampo.
  - Gola est: divisa in due parti, inizialmente lungo una parete e poi lungo la gola vera e propria, Cipriani-Felisi. 200 m; V+.
- Campanile della Scagina: caratteristica formazione sul Monte Laghetto
  - Via Cipriani-Felisi: segue i diedri del fianco sud-est. 150 m; V/A0.
  - Via Fragile esistenza: tracciata al centro della parete sud-est da Brighente-Gianesini-Bottegal-Dal Cero. 90 m; VII, VI obbl.
  - Via Pastorello-Bruni: breve via che vince il lato più strapiombante del campanile. 40 m; VII.
- Bella Lasta: pala rocciosa ben distinguibile da Recoaro lungo la catena Tre Croci.
  - Pilastro nord: percorso la prima volta da G. Soldà e A. Sudiro nel 1934, oggi è percorso da una via moderna di B. Gemo e M. Camposilvan. 230 m; IV+ e pp. VI+.
  - Vaio della Salbanara: itinerario invernale storico ed impegnativo. A.
- Cima del Mésole: altra imponente cima a sud-est del Gramolòn e della Bella Lasta.
  - Via Frizzo-Verza: itinerario storico del 1931 che segue la grande fessura della parete nord. 350 m; IV.
  - Vajo diagonale: itinerario invernale lungo il solco che taglia obliquamente la parete nord. A.
- Cima Campodavanti: bella cima rocciosa solcata da camini che chiude a sud la catena Tre Croci.
  - Camino nord: aperto nel 1929 da F. Bertoldi e B. Fracasso lungo il grande camino del versante nord-nordovest del monte.
  - Suspiria; rifacimento con varianti di una via dismessa di Bepi Magrin lungo il grande camino della parete nord-est. 320 m; V/VI e passo di VII.
  - Supercampodavanti: via sportiva di M. Camposilvan e compagni che sale la grande pala rocciosa al centro della parete. 320 m; VII+.
- Sassolungo del Campetto: formazione rocciosa addossata al Monte Campetto, ultima elevazione della catena.
  - Via Boschetti-Zaltron: itinerario storico del 1953. 180 m; VI e A3.
  - Via Spanevello-Stecca: via del 1973 che segue lo spigolo nord-est più direttamente e che interseca il precedente per due volte. 230 m; VI e A2.
  - Via Il seme della follia: itinerario di M. Camposilvan e B. Gemo che vince la pala rocciosa a sinistra dello spigolo. 160 m; VIII-.
  - Via Dark Angel: aperta dagli stessi appena a sinistra del Seme della follia, su ottima roccia. 160 m; VIII.

### Nodo centrale[7]
- Cima Trappola: elevazione rocciosa ad ovest del Rifugio Revolto e che presenta una pala rocciosa su cui sono stati tracciati itinerari sportivi.
  - Diedro Dal Bosco-Navasa: itinerario storico sulla pala rocciosa, lungo un evidente diedro. 65 m; V.
  - Via del Camino: segue la fessura a sinistra del diedro. 55 m; V+.
- Cengia di Pertica: pala rocciosa situata sopra il Rifugio Passo Pertica e su cui si sviluppa la ferrata Biasin. Oltre alla ferrata è presente anche una falesia.
  - Via Biasin: unico itinerario storico della parete che si svolge sulle placche lungo l'arrotondato spigolo. 120 m; V+.
  - Via Odissea: itinerario sportivo di A. Bosaro, vicino alla via Biasin. 65 m; VI+ e A1 (VII+ max).
  - Via Destinazione paradiso: altro itinerario sportivo di Bosaro-Mattioli-Lucchi lungo le fessure a sinistra della parete. 125 m; VI+ e A1.
  - Via I soliti ignoti: via alpinistica di Bosaro-Zini lungo la selvaggia parete ovest. 240 m; V+.
- Punta Lessinia: enorme pala rocciosa della Costa Media che rivolge ad ovest un'ampia e selvaggia parete. Su di essa sale la ferrata Pojesi.
  - Via Concerto d'Autunno: via alpinistica di Campagnola-Corso-Tommasi. 460 m; VI-.
  - Via Rolling Stones: di Benedetti e compagni, sale alla Torre Battisti, un contrafforte della Punta Lessinia.
  - Via Enigma: di Brighente e compagni, incrocia la via Concerto d'Autunno.
  - Via Vento d'autunno: di Benedetti, sale il pilastro a destra di Concerto d'autunno, al centro della parete.
  - Via Pier Paolo Benedetti: di Campagnola-Bursi-Turrini, gemella della precedente.
- Cima Carega: è la cima principale del gruppo che allunga a sud lo sperone su cui sale la ferrata Campalani.
  - Via di sinistra: via alpinistica di Cipriani-Felisi che incrocia la ferrata in corrispondenza del camino. 100 m; V+.
  - Via di destra: gli stessi che hanno incrociato la ferrata alla fine della cengia dopo il camino. 100 m; V+.
- Cima Mosca: possente elevazione a nord del Monte Obante che presenta una selvaggia parete nord.
  - Magic Couloir: impegnativa via invernale di misto lungo la parete nord. A.
  - Vajo Mosca: canale che porta direttamente alla vetta di Cima Mosca lungo la parete nord. A.
  - Vajo Hypermosca: insieme di goulottes impegnative lungo la parete nord. A.
  - Vajo Intramosca: stretto canale che solca la parete nord. A.
  - Vajo Supermosca: diramazione basale della via Hypermosca. A.
  - Vajo Bettega-Maslowsky: via invernale di misto molto impegnativa che sale il centro della parete nord. A.
  - Vajo Filo d'Arianna: simile per impegno e difficoltà agli itinerari precedenti. A
  - Vajo Ottone: diramazione secondaria e di media difficoltà del Vajo Mosca. A.
  - Vajo Breve: canale secondario che sale allo sperone della Bocchetta dei Fondi a monte della Torre Giordani. A.
  - Via Equilibrium: via invernale di misto impegnativa che sale la pala rocciosa accanto al vajo Breve. A.
  - Vajo Invisibile: gola strettissima incassata tra il suddetto sperone e le torri Giordani e dei Fondi. A.
  - Via Caliari-Menato: itinerario storico del 1931 in roccia friabile che per primo violò la parete nord-est. 350 m; III+.
  - Via Menato-Savi: in parte ricalcato dalla Bettega-Maslowsky, sale al centro la parete nord-est. 350 m; III+.
  - Via Mascella-Magrin: sale la parete nord dipartendosi dal Vajo dei Colori. 350 m; V.
- Torri Giordani e dei Fondi: torri che chiudono a sud la conca del Boale dei Fondi e più attaccate al Monte Obante.
  - Spigolo nord-ovest del Torrione dei Fondi: aperto da Pretto-Caldana-Pellegrini nel 1962. 160 m; IV e V.
  - Parete nord della Torre Giordani: itinerario moderno di M. Camposilvan. 160 m; VI.
  - Diedro nord-ovest della Torre Giordani: di Rizzi-Salviati nel 1938. 130 m; IV+.
  - Via Salviati-Filosofo e I. Soldà: aperta nel 1938. 150 m; IV e V.
  - Diedro dei Folletti: aperto da D. Ruggero e F. De Nardin nel 1980, attacca il diedro alla base dello spigolo nord della Torre Giordani. 150 m; V e A2.
  - Via Rita e Toni al Torrione dei Fondi: R. Daniele e G. Magrin nel 1978. 190 m; V e VI.
  - Via del Buso: G. Magrin e L. ROssato nel 1981. 120 m; IV e pp. V+.
- Il Molare: altro possente torrione che si affaccia verso nord al gruppo del Cherle.
  - Via Mascella-Mondin: segue le placche di roccia solida del versante sud, a sinistra di un canale franoso. 230 m; IV e V.
  - Vajo dei Camosci: insieme al Vajo dei colori, uno dei canali più noti e famosi dell'intero gruppo. A
  - Vajo dell'Oste: parallelo al Vajo dei Camosci e ad esso simile. A.
- Soglio dei Cotorni: tozza formazione rocciosa che sovrasta a nord la selletta dei Cotorni, prima dell'immissione nel Vajo dei Colori.
  - Spigolo Elisa: G. Magrin e A. Cailotto nel 1980. 180 m; IV+.
- Guglie Rio, Borgo e Valdagno: serie di guglie che si elevano a nord del Boale dei Fondi e che lo chiudono sulla destra
  - Via Menato-Dal Molin alla Guglia Valdagno: via storica, del 1929. 100 m; III.
  - Via Savi-Pellizzari alla Guglia Valdagno: di poco posteriore, 1931, alla precedente ed un po' più difficile. 160 m; III e IV.
  - Fessura Zarathustra-Crags: via moderna di arrampicata libera molto difficile, di F. Perlotto, G. Magrin e G. Bisson del 1979. 130 m; VII.
  - Cavalcata delle guglie: itinerario moderno che concatena tutte e tre le sommità., comprese due gobbe intermedie nominate San Bonifacio e Tregnago. 560 m; IV+
- Punte dei Camosci: massiccia e tondeggiante elevazione che domina il nodo centrale a monte delle guglie sopracitate.
  - Via Pozzo-Padovan: itinerario molto impegnativo che segue i camini del versante est del 1935. 210 m; V+.
  - Via Soldà: itinerario in aperta parete aperto nel 1936 da G. Soldà e compagni, a destra della via precedente. 200 m; V+.
- Punta di Mezzodì: picco in parte mugoso ben visibile dal Rifugio Campogrosso, facente parte di un trio di torri ben slanciate.
  - Spigolo Fox-Robol-Manfrini: via elegante e famosa del 1934, di media difficoltà, che segue lo slanciato spigolo che guarda Campogrosso. 250 m; III+ e V-.
  - Spigolo nord-ovest: di Casetta-Gleria nel 1941, è più facile e meno interessante del precedente. 150 m; III.
  - Via Gleria-Colbertaldo-Casetta: affronta il grande diedro della parete nord. 250 m; III e IV.
  - Via A. M. Merli: sale lungo la parete nord a destra della via precedente su roccia discreta. G. Magrin e R. Borsaro nel 1976. 290 m; V.
- Torre Orsini: gemella della Punta di Mezzodì.
  - Via Daniele-Scorzato: via elegante e su roccia solida che sale i camini della parete nord-est. 350 m; IV e pp. V.
- Punta Cherlong: la terza torre, slanciata e protesa verso il Cherle.
  - Via Daniele-Scorzato: aperta nel 1974, essa vince la parete nord della torre. 300 m; IV e V.

### Massiccio del Cherle
- Campanile del Cherle: la torre gemella della Pala dei Tre Compagni con cui forma un notevole duo.
  - Via Conforto-Padovan: aperta nel 1940, momento di notevole esplorazione del settore, mantiene ancora oggi tutta la sua difficoltà. 200 m; VI.
- Pala dei Tre Compagni: la cima più nota e caratteristica del massiccio, caratterizzata da tre distinte alture e battezzata a memoria di G. Anzi, F. Massaria e R. Dal Molin caduti nel 1939 sul Dente del Sassolungo.
  - Spigolo nord: Dal Prà-Padovan-Rizzi nel 1940, lungo l'affilato spigolo nord molto affilato. 300 m; IV.
  - Via supermatita: via moderna di alta difficoltà aperta nel cuore del versante nord-ovest, poco attrezzata. 300 m.
  - Via Castagna-Baschera-Peserico: 1972, segue la piega tra la prima e la seconda cima. 250 m; IV e V.
  - Via Loredana: G. Magrin e S. MAscella nel 1979. 320 m; V.
  - Via Zanrosso-Mascella: è la diretta alla punta centrale. 325 m; V e VI.
  - Via Miotti-Secondin-Rigotti: del 1941, segue i diedri e le pieghe tra la seconda e la terza cima. 300 m; V e VI.
  - Spigolo ovest-sud-ovest: aperto da Castagna-Peserico nel 1972, segue lo spigolo della terza cima, a destra della parete. 280 m; V.
  - Via normale Rigotti-Stella: aperta nel 1942, dopo la prima ascensione della pala, presenta analoghe difficoltà allo spigolo nord ma si incunea in un canale del versante ovest. 300 m; III e IV.
- Guglia Obra: si innalza sul versante est della Pala dei Tre Compagni e da essa rimane nascosta. Ambiente molto selvaggio ed isolato.
  - Spigolo nord: aperto da Rigotti-Padovan-De Rossi nel 1941, è il più caratteristico itinerario alla guglia. 220 m; IV e pp. V.
- Guglia Adriano: dedicata da Adriano Scorzato, missionario fratello dell'alpinista Scorzato attivo su questi monti. Si Erge alla biforcazione del Vajo dell'Uno, il maggiore dei vaj del Vallon dei Cavai.
  - Via Dal Cengio-Scorzato: prima ascensione della guglia, nel 1973. 200 m; V.
- Guglia dei due amici: toponimo dei primi salitori nel 1946.
  - Via Pavan-Carlan: essa sale per la parete nord nella maniera più logica, a sinistra. 200 m; III.
- Guglia Trulla: dirimpettaia della Pala dei Tre Compagni è l'altro bastione d'angolo del Vallon dei Cavai, dedicata a Sergio Trulla dai primi salitori nel 1946, morto a Vicenza in uno scontro armato coi Tedeschi.
  - Via Saggiotti-Milani: è la via dei primi salitori, lungo la parete nord-est e ne sfrutta i punti vulnerabili. 300 m; IV.
  - Via Castagna-Cocco: itinerario che incrocia in più punti il precedente ma rimanendo autonomo. 300 m; III e IV.
- Guglia Manara: anch'essa si protende sopra il Vallon dei Cavai con un'alta parete. Vista da nord è la gemella della Guglia dei due amici, nominata a memoria di una contrada di Vicenza.
  - Via Pavan-Carlan: i primi salitori nel 1946, per la parete nord. 300 m; III.
- Castello del Cherle: è la più massiccia montagna del sottogruppo, con diverse elevazioni e presenta anche la più grande parete delle Piccole Dolomiti. Ambiente molto selvaggio.
  - Via Dal Cengio-Mattiello-Perlotto: è la più lunga via delle Piccole Dolomiti, realizzata nel 1973 e segue il pilastro nord-est. 650 m; IV+ e V.
  - Via Mascella-Magrin: via del 1975 che segue la fessura centrale, a sinistra del diedro-rampa della parete. 400 m; VI+ e A1.
  - Via Milani-Fabbri: via del 1947 che segue il grande diedro centrale. 400 m; V+.
  - Via Borsaro-Magrin-Menardi "Delia": itinerario posto tra la Mascella-Magrin e il gran diedro. 360 m; VI e A1.
  - Vajo dell'Uno: una gola impegnativa e selvaggia che, malgrado sia stata percorsa fin dagli anni '40, mantiene ancora la sua difficoltà, con tratti di V su misto. A.
  - Orrido nord: la gola che si insinua nel versante settentrionale del Castello del Cherle, percorsa nel 1948 dopo numerosi tentativi fino alla sommità intermedia. A.
- Pala del Cherle: ultima elevazione rocciosa del crinale nord-ovest del Cherle.
  - Via Buzzacchera-Cocco-Gavasso-Vencato: sale lungo la parete est. 350 m; IV e V.

Oltre alle sopracitate vie esistono un centinaio di altri canali secondari, di interesse invernale, specie lungo il versante est del gruppo e di itinerari scialpinistici nel versante sud della Val di Illasi, oltre a molte altre vie di tutte le epoche e le difficoltà.

## Etimologia
Il termine Carega sembra prendere origine dall'idioma alto tedesco "Careige" il quale viene inteso come cima dalle conche rocciose, oppure da cadini (Kar-egge). Assai meno probabile la derivazione dal dialetto veneto “sedia”. Un'altra teoria dice che il nome deriva dal nome cimbro "Karecorum "(corona).

## Classificazione
Secondo la SOIUSA il gruppo del Carega è un gruppo alpino con la seguente classificazione:
- Grande parte = Alpi Orientali
- Grande settore = Alpi Sud-orientali
- Sezione = Prealpi venete
- Sottosezione = Prealpi vicentine
- Supergruppo = Piccole Dolomiti
- Gruppo = Gruppo del Carega
- Codice = II/C-32.I-B.6